# Vicente Romero Fernández

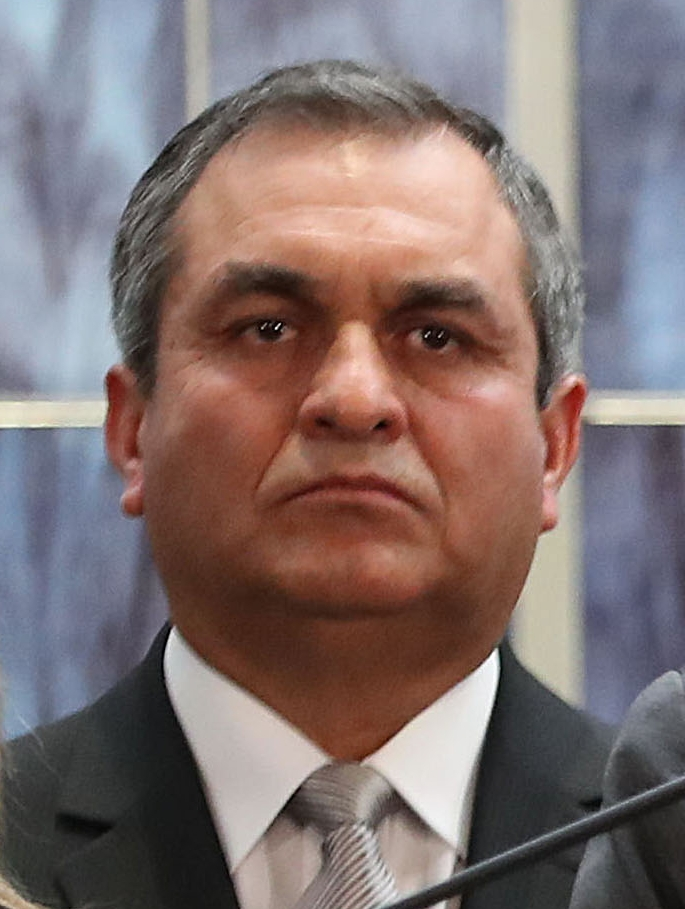
Vicente Romero

Vicente Romero Fernández (* 7. Dezember 1955 in Cajamarca) ist ein pensionierter peruanischer Polizeibeamter im Rang eines Generals und Politiker. Er war vom 23. Januar bis 18. November Innenminister im Kabinett Boluarte. Zuvor bekleidete er dieses Amt bereits von Januar bis April 2018 in der Regierung von Pedro Pablo Kuczynski.

## Leben
Berufliche Laufbahn
1974 trat Romero in das Ausbildungszentrums der peruanischen Guardia Civil ein und setzte 1977 dort seine Ausbildung in der Offiziersschule der  Guardia Civil fort, die er im Dezember 1979 im Rang eines Fähnrichs abschloss.
Romero war nachfolgend als leitender Polizist auf die Bereiche innere  Sicherheit, öffentliche Verwaltung und Investitionsprojekte spezialisiert. Außerdem war er Geheimdienstanalyst und hat einen Abschluss in Verwaltung. Er absolvierte Spezialkurse bei den peruanischen Streitkräften und im Ausland, z. B. Terrorismusbekämpfung an der Louisiana Police Academy, an der Grenadiers School of Colombia sowie einen Sicherheitskurs in Taiwan.
Er war Leiter der Exekutivdirektion für Drogenbekämpfung (Dirandro) und Stabschef der Policía Nacional del Perú, deren Direktor er vom 27. August 2015 bis zum 11. September 2017 war.
Er sorgte für Kontroversen, weil er während der Regierung von Alberto Fujimori Kalender mit dessen Konterfei  verteilte. Laut dem News-Portal Infobae stand er in seiner Dienstzeit auch Ollanta Humala und Alejandro Toledo nahe.

## Politische Karriere
Innenminister – Erste Amtszeit
Am 27. Dezember 2017 wurde er von Präsident Pedro Pablo Kuczynski als Innenminister vereidigt, als Nachfolger des zurückgetretenen Carlos Basombrío Iglesias und auf Vorschlag von Premierministerin Mercedes Araoz.
Romero blieb bis zum Ende von Kuczynskis Präsidentschaft im Amt und trat am 2. April 2018 offiziell zurück. Präsident Martín Vizcarra ernannte den ehemaligen Polizeigeneral Mauro Medina zu Romeros Nachfolger im Ministerium.

## Zweite Amtszeit
Romero wurde am 17. Januar 2023 unter der Regierung von Dina Boluarte erneut zum Innenminister ernannt. Er war somit bereits der dritte Innenminister in zwei Monaten, des seit dem 10. Dezember 2022 bestandenem Kabinetts Boluarte. Seine Vorgänger César Cervantes und Víctor Rojas Herrera mussten jeweils nach wenigen Tagen im Amt auf Grund der inneren Instabilität zurücktreten.
Nach der Razzia der peruanischen Nationalpolizei in der Nationalen Universität San Marcos während der politischen Proteste in Peru 2022–2023, die zu 200 Verhaftungen führte, leitete der peruanische Generalstaatsanwalt Vorermittlungen wegen "der angebliche Straftat der Unterlassung funktioneller Handlungen aufgrund des polizeilichen Eingreifens" gegen Romero Fernandez ein. Am 15. November war ein Misstrauensantrag des peruanischen Kongresses  gegen Romero als Innenminister erfolgreich, der mit " "seiner offensichtlichen technische Unfähigkeit, seinen Führungsqualitäten und seinen mangelnde Eignung für die Ausübung des Amtes" begründet wurde. Hierauf trat Romero am 17. November 2024 zurück. Am 21. November 2023 wurde Víctor Torres Falcón zu seinem Nachfolger berufen.